# Thomas Copponi
Thomas Copponi, né le 17 février 1995 à Aix-en-Provence, est un coureur cycliste français, spécialiste de la piste. Sociétaire à l’insep depuis 2012, il est membre de l’équipe de France espoir et licencié du VCSAG Velo Club Saint Antoine La Gavotte. Il  détient la médaille d’argent du championnat d’Europe espoir 2015 du kilomètre départ arrêté. 

## Biographie

### Son enfance
Originaire de Gardanne dans les Bouches-du-Rhône, Thomas Copponi commence le cyclisme dès l’âge de 8 ans et obtient des résultats dès ses premières années de compétition en VTT en trial puis descente. Il opte très vite pour le cyclisme sur piste au vélo club Saint Antoine La Gavotte et, à l’âge de 16 ans, il est repéré par Benoît Vêtu, entraineur national de l’ancien pôle France de Hyères et intègre le haut niveau sur piste[réf. nécessaire].

### Les débuts

#### Junior
Thomas Copponi intègre le pole France de l’INSEP en 2012 et devient la même année champion de France au kilomètre départ arrêté et de la vitesse individuelle, et participe à ses premiers championnats d’Europe et obtient la cinquième place au keirin. Parallèlement au cyclisme sur piste, il suit des études d'architecte paysagiste à partir de 2012.
En 2012, il garde ses titres de champion de France junior de vitesse individuelle et du kilomètre départ arrêté et garde également sa place de second au Keirin. Il obtient sa première médaille internationale aux championnats d'Europe junior sur piste en juillet au Portugal à Anadia, au kilomètre départ arrêté.
En 2013, il est qualifié pour ses premiers championnats du monde sur piste junior à Glasgow sur le vélodrome Sir Chris Hoy. Il obtient la quatrième place au kilomètre départ arrêté.
En 2014, une chute accidentelle en juin lors du Grand Prix de Saint-Denis à la Réunion empêche Thomas Copponi de participer à ses premiers championnats d’Europe espoirs. Il se blesse grièvement au poumon et se casse la clavicule, l’omoplate et neufs côtes.

#### Espoir
Après une semaine de réanimation et trois mois d’arrêts, il retourne progressivement sur les pistes d’entrainement avec l’aide de sa famille et de sa sœur Clara Copponi (7e du championnat du monde sur route juniors en 2017), et se présente un an après au championnat d’Europe espoirs d’Athènes en juillet 2015. Il y devient vice-champion d’Europe du kilomètre départ arrêté. À la vitesse, il est battu par Max Niederlag mais accroche la cinquième place.
En octobre, aux championnats de France Elite, il prend la seconde place derrière Michaël D'Almeida. 

## Palmarès

### Championnats d'Europe
| Édition / Épreuve          | Kilomètre | Keirin |
| Anadia 2013 (juniors)      | Bronze    |        |
| Athènes 2015 (espoirs)     | Bronze    |        |
| Montichiari 2016 (espoirs) |           | Or     |

### Championnats de France
| - 2012 - Champion de France de vitesse juniors - Champion de France du kilomètre juniors - 2e du keirin juniors - 3e de la vitesse par équipes - 2013 - Champion de France de vitesse juniors - Champion de France du kilomètre juniors - 2e du keirin juniors - 3e de la vitesse par équipes | - 2015 - 2e du kilomètre - 2016 - 3e du kilomètre |